# Aleja Henryka Sienkiewicza w Częstochowie
Aleja Henryka Sienkiewicza w Częstochowie - aleja w centrum Częstochowy, prowadząca od Alei Najświętszej Maryi Panny do Jasnej Góry. Dzieli ona Parki jasnogórskie na dwie części: Park im. 3 Maja i Park im. Staszica.
Aleja Henryka Sienkiewicza ma około 280 metrów długości. Jest końcowym odcinkiem szlaku pielgrzymkowego prowadzącym bezpośrednio na błonia przed klasztorem.
Aleja Henryka Sienkiewicza od strony wschodniej łączy się z ulicami Kazimierza Pułaskiego i Jerzego Popiełuszki. W tym miejscu umieszczono pomnik zamordowanego w 1984 r. przez Służbę Bezpieczeństwa ks. Popiełuszki.
W środkowej części alei, od strony parku 3 maja (północna) znajduje się pomnik Nieznanego Żołnierza.